# جون كيمش
جون كيمش (بالإنجليزية: Jon Kimche) (17 يونيو 1909م - 9 مارس 1994م) كان صحفيًّا ومؤرخًا. هو يهودي سويسري وصل إنجلترا وهو ابن 12 عامًا، وأصبح منخرطًا في صفوف حزب العمل المستقل في شبابه. في فترة 1934-1935م، عَمِل مع جورج أورويل في متجر كتب في منطقة هامبستيد، وفي زاوية لهواة الكتب، ولاحقًا أدار مكتبة تابعة لحزب العمال المستقل كانت عنوانها 35 شارع برايد بالقرب من سيرك لودغيت.وكرئيس لنقابة الشباب في حزب العمال المستقل، زار برشلونة سنة 1937م حيث التقى مرة أخرى بأورويل.